# Gust Jonassen
Gust Jonassen (ur. 19 maja 1911 r. w Danii, zm. 26 maja 1943 r. w ZSRR) – norweski faszysta, przywódca sportowej sekcji młodzieżowej organizacji Ungdomsfylking, organizator i dowódca Ochotniczej Kompanii Strzelców Narciarskich SS "Norwegen"
Rodzina G. Jonassena w okresie międzywojennym zamieszkała w Norwegii. On sam został nauczycielem wychowania fizycznego. Był bardzo dobrym narciarzem. W latach 30. wstąpił do faszystowskiej partii Nasjonal Samling (NS). Został przywódcą sportowej sekcji młodzieżowej organizacji NS pod nazwą Ungdomsfylking. Po najeździe Niemiec na ZSRR 22 czerwca 1941 r., zorganizował na potrzeby dowództwa niemieckiej 6 Dywizji Górskiej SS "Nord" specjalistyczny oddział narciarski w sile ok. 120 ludzi pod nazwą SS-Freiwilligen-Schikompanie "Norwegen". Przeszedł kurs oficerski w Bad Tölz, uzyskując stopień SS-Obersturmführera i obejmując dowództwo oddziału. Późną wiosną 1943 r. Norwegowie dołączyli do 6. DGór. SS, walczącej na froncie wschodnim w Karelii przeciw Armii Czerwonej. Już 26 maja G. Jonassen zginął na minie.